# Holomelina rubicundaria
Holomelina rubicundaria là một loài bướm đêm thuộc phân họ Arctiinae, họ Erebidae.